# Polisportiva Dinamo 2024-2025
Questa voce raccoglie le informazioni riguardanti la Polisportiva Dinamo nelle competizioni ufficiali della stagione 2024-2025.

## Stagione
La stagione 2024-2025 della Polisportiva Dinamo, sponsorizzata Banco di Sardegna, è la 15ª consecutiva nel massimo campionato italiano di pallacanestro, la Serie A.

## Maglie
Per la quattordicesima stagione le divise sono firmate dalla azienda sarda EYE Sport. Per il campionato le divise sono ispirate direttamente a quella della stagione 2014-2015, essendo in questa stagione il decennale dal primo storico scudetto: esse infatti presentano la grossa croce centrale riconducibile allo stemma cittadino.
Per la campagna in Basketball Champions League anche per questa stagione è stato mantenuto il verde come colorazione principale al posto del blu, in onore del main sponsor Banco di Sardegna. Rispetto alle ultime stagioni però il verde ritorna alla tonalità più canonica usata fino al 2017-2018, quella tipica degli anni '90, abbandonando il verde fluo che aveva caratterizzato le ultime stagioni europee.
| Casa (Campionato) | Trasferta (Campionato) | Ch. League |

## Organigramma societario
Dal sito internet della società.
Area dirigenziale
- Presidente: Stefano Sardara
- Vice presidente: Gian Mario Dettori
- Amministratore delegato: Francesco Sardara
- Brand manager: Giacomo Devecchi
- Direttore generale: Federico Pasquini
- Chief operating officer: Luigi Peruzzu

Area generale e organizzativa
- Finanze: Andrea Fiori
- Marketing manager: Marsilio Balzano
- Logistica: Alessandra Sardara
- Contratti e sponsor: Viola Frongia
- Ticketing: Tiziana Piga
- Segreteria generale: Sofia Devetag
- Dinamo travel: Barbara Satta
- Comunicazione: Paolo Citrini
- Comunicazione: Valentina Sanna
- Comunicazione: Alessia Senes
- Responsabile Club House: Anna Piras
- Merchandising: Elisa Mazzoni

Area tecnica
- Allenatore: Nenad Marković
- Assistente allenatore: Massimo Bulleri
- Assistente allenatore: Massimiliano Oldoini
- Preparatore atletico:
- Team manager: Luca Gandini
- Responsabile settore giovanile: Giuseppe Mulas

Area medica
- Medico:
- Medico:
- Ortopedico:
- Fisioterapista:
- Fisioterapista:
- Massaggiatore:

## Roster
Aggiornato al 9 luglio 2024.
| Banco di Sardegna Sassari 2024-25 | Banco di Sardegna Sassari 2024-25 |
| Giocatori                         | Staff tecnico                     |
| --------------------------------- | --------------------------------- |

| N. | Naz.                                  | Ruolo | Nome                   | Anno | Alt.   | Peso   |  |
| -- | ------------------------------------- | ----- | ---------------------- | ---- | ------ | ------ |  |
| 0  | Italia (bandiera)                     | P     | Alessandro Cappelletti | 1995 | 186 cm | 85 kg  |  |
| 1  | Stati Uniti (bandiera)                | P     | Justin Bibbins         | 1996 | 173 cm | 68 kg  |  |
| 2  | Italia (bandiera)                     | G     | Stefano Piredda        | 2006 | 189 cm |        |  |
| 2  | Stati Uniti (bandiera)                | P     | Brianté Weber          | 1992 | 188 cm | 76 kg  |  |
| 4  | Italia (bandiera)                     | P     | Enrico Casu            | 2005 | 181 cm | 71 kg  |  |
| 4  | Italia (bandiera)                     | AP    | Marco Vasselli         | 2005 | 193 cm | 87 kg  |  |
| 5  | Italia (bandiera)                     | P     | Stefano Trucchetti     | 2006 | 176 cm | 83 kg  |  |
| 7  | Bosnia ed Erzegovina (bandiera)       | C     | Miralem Halilović      | 1991 | 206 cm | 106 kg |  |
| 11 | Stati Uniti (bandiera)                | G     | Brian Fobbs            | 1998 | 196 cm | 100 kg |  |
| 15 | Italia (bandiera)                     | PG    | Matteo Tambone         | 1994 | 192 cm | 87 kg  |  |
| 16 | Italia (bandiera)                     | AP    | Giovanni Veronesi      | 1998 | 194 cm | 100 kg |  |
| 17 | Italia (bandiera)                     | AG    | Mattia Udom            | 1993 | 200 cm | 100 kg |  |
| 20 | Lituania (bandiera)                   | AG    | Eimantas Bendžius (C)  | 1990 | 207 cm | 102 kg |  |
| 22 | Italia (bandiera)                     | C     | Luca Vincini           | 2003 | 207 cm | 106 kg |  |
| 24 | Polonia (bandiera)                    | AP    | Michał Sokołowski      | 1992 | 196 cm | 89 kg  |  |
| 25 | Stati Uniti (bandiera)                | AG    | Rashawn Thomas         | 1994 | 203 cm | 104 kg |  |
| 35 | Stati Uniti (bandiera)                | C     | Nate Renfro            | 1996 | 203 cm | 97 kg  |  |
| 77 | Cipro (bandiera) · Turchia (bandiera) | G     | Erten Gazi             | 1997 | 193 cm | 91 kg  |  |

| Allenatore |
| - Nenad Marković (fino al 16 gennaio) - Massimo Bulleri (dal 16 gennaio)                                                  |
| Assistente/i |
| - Massimo Bulleri (fino al 16 gennaio) - Massimiliano Oldoini Legenda - (C) Capitano - (IN) Inattivo - Infortunato Roster |

## Mercato

### Sessione estiva
| P  | Justin Bibbins     | Nanterre 92     | svincolato |
| P  | Stefano Trucchetti | Aurora Desio    | svincolato |
| PG | Matteo Tambone     | V.L. Pesaro     | svincolato |
| G  | Brian Fobbs        | Telekom Bonn    | svincolato |
| AP | Michał Sokołowski  | Napoli Basket   | svincolato |
| AP | Giovanni Veronesi  | U.C.C. Piacenza | svincolato |
| AG | Mattia Udom        | Aquila Trento   | svincolato |
| AC | Miralem Halilovic  | Galatasaray     | svincolato |
| C  | Nate Renfro        | Peristeri       | svincolato |
| C  | Luca Vincini       | JuVi Cremona    | svincolato |

| Cessioni | Cessioni                 | Cessioni         | Cessioni       | Cessioni |
| R.       | Nome                     | a                | Modalità       |          |
| -------- | ------------------------ | ---------------- | -------------- | -------- |
| P        | Brandon Jefferson        | Free agent       | fine contratto |          |
| G        | Filip Krušlin            | Strasburgo       | fine contratto |          |
| G        | Breein Tyree             | Socar Petkimspor | fine contratto |          |
| A        | Vasilīs Charalampopoulos | Türk Telekom     | fine contratto |          |
| A        | Alfonzo McKinnie         | Busan Egis       | fine contratto |          |
| A        | Tommaso Raspino          | Free agent       | fine contratto |          |
| AG       | Kaspar Treier            | Napoli Basket    | fine contratto |          |
| C        | Ousmane Diop             | Olimpia Milano   | fine contratto |          |
| C        | Luca Gandini             |                  | ritirato       |          |
| C        | Stéphane Gombauld        | Pall. Reggiana   | fine contratto |          |

### Dopo l'inizio della stagione
| Acquisti | Acquisti       | Acquisti         | Acquisti         | Acquisti   |
| R.       | Nome           | da               | Data             | Modalità   |
| -------- | -------------- | ---------------- | ---------------- | ---------- |
| G        | Erten Gazi     | Fenerbahçe       | 25 dicembre 2024 | svincolato |
| AG       | Rashawn Thomas | Fujian Sturgeons | 28 gennaio 2025  | svincolato |
| P        | Brianté Weber  | Al Kuwait        | 16 marzo 2025    | svincolato |

| Cessioni | Cessioni | Cessioni | Cessioni | Cessioni |
| R.       | Nome     | a        | Data     | Modalità |
| -------- | -------- | -------- | -------- | -------- |